# Dominika na Mistrzostwach Świata w Lekkoatletyce 2011
Dominika na Mistrzostwach Świata w Lekkoatletyce 2011 reprezentowana była przez jednego zawodnika.

## Występy reprezentantów Dominiki

### Mężczyźni

#### Konkurencje biegowe
| Konkurencja   | Zawodnik        | Runda 1  | Runda 1 | Runda 2  | Runda 2 | Półfinał | Półfinał | Finał    | Finał   |
| Konkurencja   | Zawodnik        | Rezultat | Pozycja | Rezultat | Pozycja | Rezultat | Pozycja  | Rezultat | Pozycja |
| ------------- | --------------- | -------- | ------- | -------- | ------- | -------- | -------- | -------- | ------- |
| Bieg na 400 m | Erison Hurtault |          |         | 46,10    | 24 q    | 46,41    | 23       |          |         |